# Alan Medina Silva
Alan Damián Medina Silva (10 aprile 1998) è un calciatore uruguaiano, centrocampista dell'Everton.

## Carriera
Cresciuto nel settore giovanile del Liverpool (M), ha debuttato in prima squadra il 16 settembre 2018 disputando l'incontro di  Primera División Profesional pareggiato 0-0 contro il Fénix.

## Palmarès

### Club

#### Competizioni nazionali
- Supercoppa uruguaiana: 2

Liverpool Montevideo: 2020, 2023
- Campionato uruguaiano: 2

Liverpool Montevideo: 2023
Peñarol: 2024